# Gabinete de Visitantes da Casa Branca

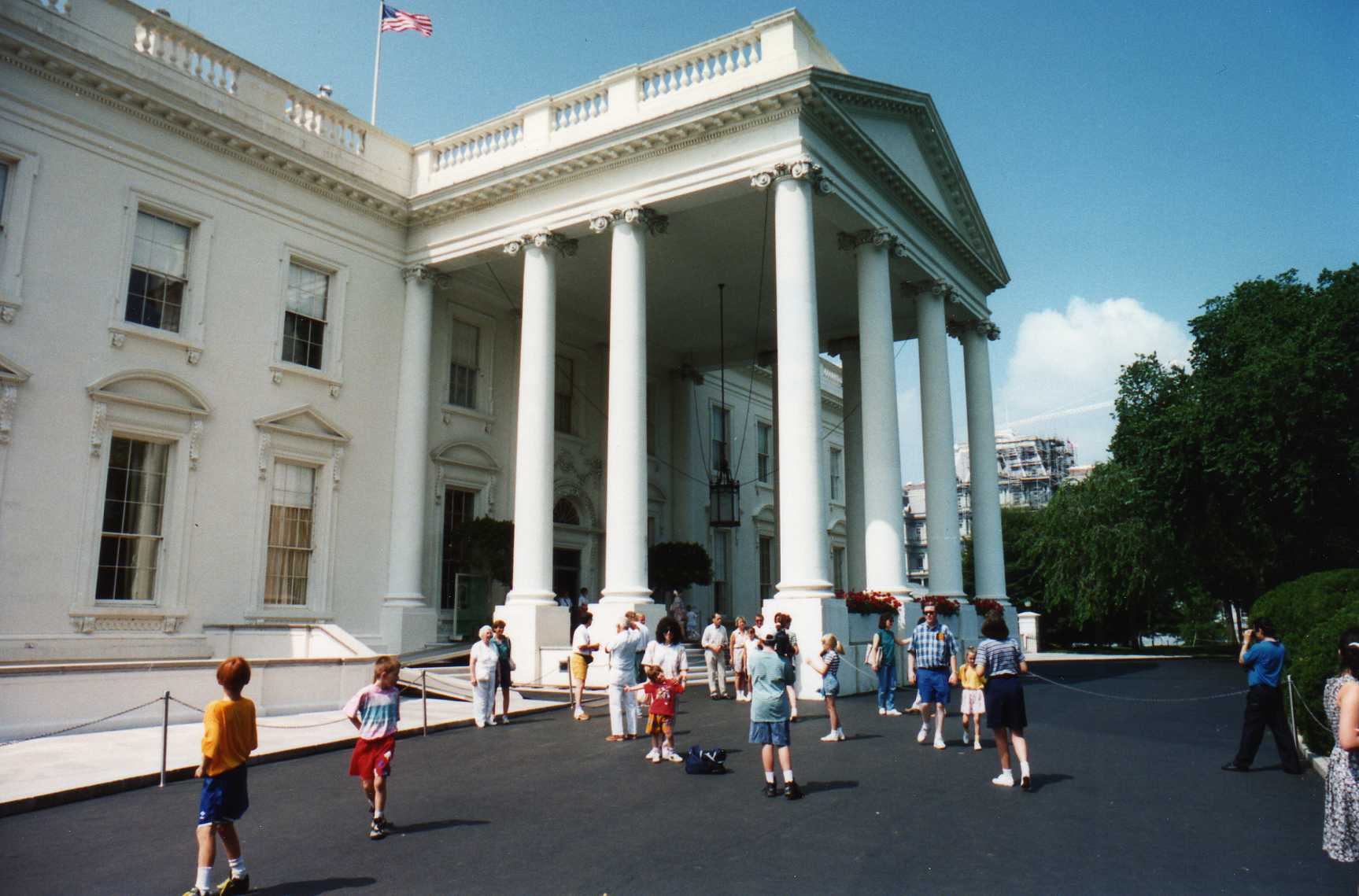
Um grupo de turistas sai da Casa Branca em junho de 1994.

O Gabinete de Visitantes da Casa Branca (em inglês:  White House Visitors Office) é responsável pelos passeios públicos na Casa Branca, pela manutenção de uma instalação onde o público pode obter informações sobre a Casa Branca e por outros eventos da Casa Branca, como o Rolamento de Ovo de Páscoa da Casa Branca, portas abertas em feriados, passeios pelos jardins na primavera e no outono, cerimônias de chegada de Estado e outros eventos especiais.
O Centro de Visitantes da Casa Branca, que é administrado e operado pelo National Park Service, está localizado dentro do Parque do Presidente, no extremo norte do Herbert C. Hoover Building (a sede do Departamento de Comércio) entre a 14th Street e a 15th Street na Avenida Pensilvânia NW, no Federal Triangle. Desde 11 de setembro de 2001, ele não serve mais como ponto de partida para aqueles que fazem um tour reservado na Casa Branca. Em vez disso, as várias exposições permanentes dentro dele fornecem uma experiência alternativa para os visitantes que não podem fazer um tour. Os temas das seis exposições permanentes são "Primeiras Famílias", "Símbolos e Imagens", "Arquitetura da Casa Branca", "Interiores da Casa Branca", "Casa Branca em funcionamento", e "Cerimônias e Celebrações". Outras exposições mudam ao longo do ano. Ele abriga uma pequena livraria operada pela Associação Histórica da Casa Branca.
O gabinete de visitantes está localizado na Ala Leste da Casa Branca e empregava sete pessoas no início dos anos 2000. Seu papel foi único, pois, até 2001, a Casa Branca era a única casa de um chefe de Estado que era regularmente aberta ao público sem nenhum custo. 
O diretor do Gabinete de Visitantes da Casa Branca foi denominado em relatos da mídia como "a pessoa mais poderosa em Washington da qual você nunca ouviu falar."

## História inicial
Historicamente, a Casa Branca ofereceu passeios ao público em geral. Durante as administrações de Calvin Coolidge, Herbert Hoover e Franklin D. Roosevelt, o público em geral podia ver os corredores do andar térreo e a Sala Leste. Aqueles que receberam um cartão especial dado por um senador dos Estados Unidos também puderam ver as três salas de Estado no primeiro andar — Sala Verde, Sala Azul e Sala Vermelha — bem como a Sala de Jantar de Estado.
A Casa Branca foi fechada durante a participação dos EUA na Segunda Guerra Mundial. Após a reabertura em novembro de 1946, o governo Truman decidiu abrir todas as áreas mencionadas a todos os visitantes do tour, sem a necessidade de senador. Mas, como sempre seria o caso, as áreas de trabalho reais da Casa Branca, como o Salão Oval, não foram incluídas nos tours, nem as áreas residenciais dos andares superiores. Um cronograma foi estabelecido: os tours aconteciam entre 10:00 e meio-dia, de terça a sábado, com visitantes interessados fazendo fila do lado de fora do Portão Leste. Cerca de meio milhão de pessoas por ano visitavam, até que a operação foi encerrada em novembro de 1948 para uma grande reforma de toda a estrutura.
As excursões foram reiniciadas em abril de 1952. O responsável por elas naquela época era o porteiro-chefe da Casa Branca.
As excursões foram suspensas após o assassinato de John F. Kennedy em 22 de novembro de 1963, mas, a pedido de Jacqueline Kennedy, foram retomadas sete dias depois.

## Ingressos e métodos

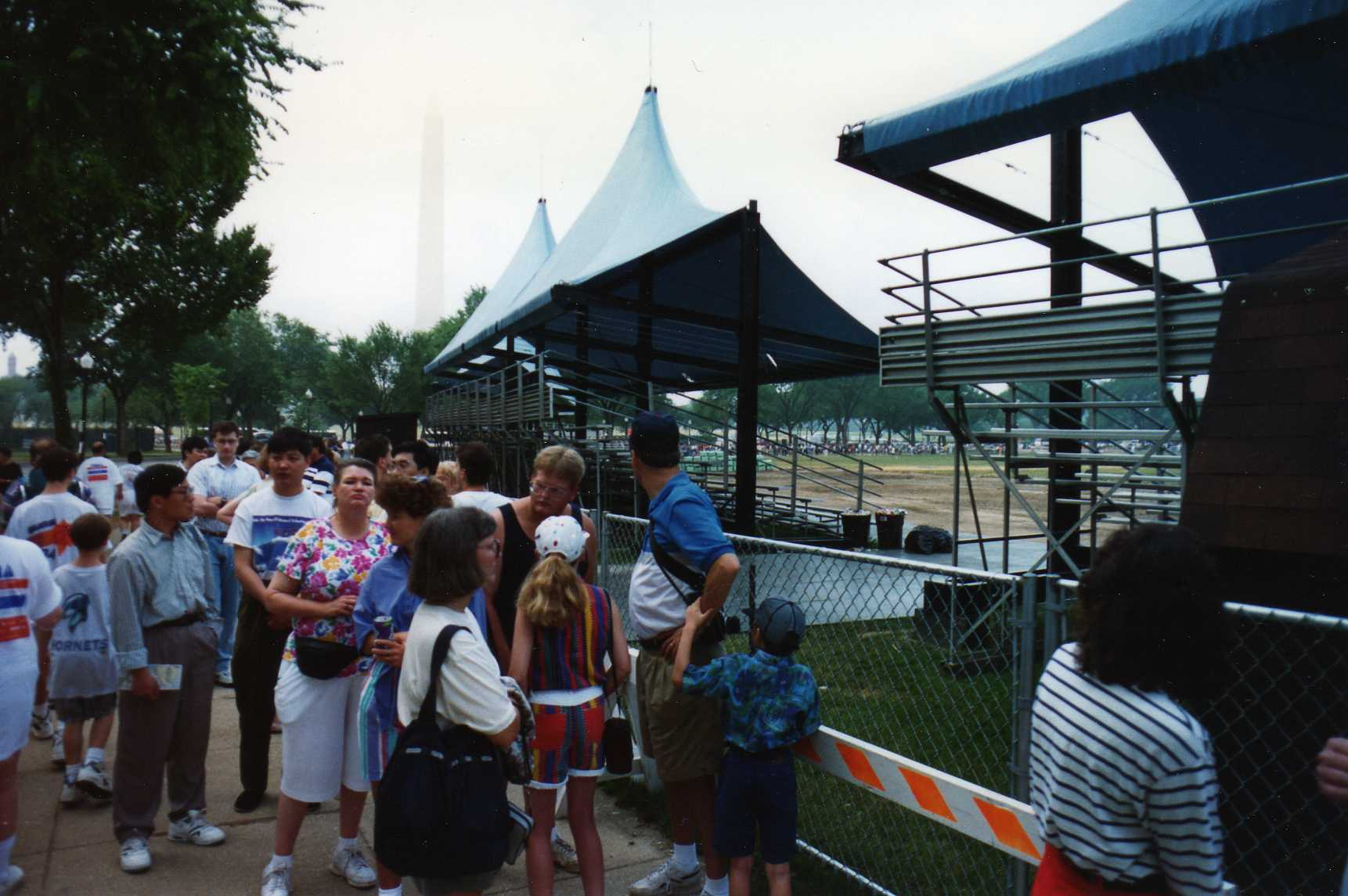
A fila para comprar ingressos para o passeio no mesmo dia era grande em junho de 1994, com o Monumento a Washington surgindo ao longe no início da manhã.

Em 1976, durante o Bicentenário dos Estados Unidos, longas esperas na fila e uma manhã inteira gasta eram comuns devido as grande número de pessoas em Washington, e um sistema de distribuição de ingressos codificados por cores foi implementado. O sistema foi implementado definitivamente a partir de maio de 1977.
Os passeios pela Casa Branca eram frequentemente muito procurados. Em 1981, um diretor do Centro de Visitantes da Casa Branca estava encarregado da operação. Durante o início da década de 1980, cerca de 6.000 visitantes eram acomodados a cada dia, com o mesmo número sendo recusado. Pedidos especiais de passeios vindos de autoridades de Washington tinham que ser atendidos com frequência. Em 1981, houve uma disputa entre a primeira-dama Nancy Reagan e o deputado federal por Nova Iorque Thomas Downey sobre seus privilégios de ingressos gratuitos terem sido suspensos. Durante a recessão do início dos anos 1980, os passeios pela Casa Branca permaneceram totalmente reservados, mesmo quando outras atrações de Washington tiveram queda no comparecimento; o Centro de Visitantes continuou a processar bem mais de um milhão de visitas por ano. A equipe do Gabinete de Visitantes da Casa Branca está constantemente presa entre tentar satisfazer as demandas e expectativas por passeios e eventos e preservar a dignidade do gabinete presidencial e do ambiente.
O Gabinete de Visitantes da Casa Branca também é responsável por diversos eventos especiais da Casa Branca, como o Rolamento de Ovo de Páscoa da Casa Branca anual, no Gramado Sul, a Cerimônia de Chegada de Estado para chefes de Estado visitantes e uma celebração nacional de Natal.
O Rolamento de Ovo em particular é uma função importante do escritório; como um ex-diretor do escritório declarou, "É o evento de maior destaque que acontece na Casa Branca a cada ano, e a Casa Branca e a primeira-dama são julgadas por quão bem o realizam." Carol McCain, diretora do Gabinete de Visitantes da Casa Branca de 1981 a 1987, acrescentou atividades participativas e dobrou o tamanho das multidões que compareciam ao Rolinho de Ovo de Páscoa. Mais tarde, a diretora Ellie Schafer e a primeira-dama Michelle Obama mudaram o procedimento do Rolinho de Ovo para ter um sistema de loteria para obter acesso e permitir que mais pessoas participassem. A falta de um diretor do escritório a tempo para o Rolinho de Ovo de abril de 2017 foi vista como sintomática da desorganização do governo Donald Trump da época.
Em abril de 1995, o atual Centro de Visitantes da Casa Branca foi inaugurado no Herbert C. Hoover Building, a duas quadras da Casa Branca. O local de distribuição diária de ingressos para o passeio foi transferido para lá, com exposições destinadas a passar o tempo até que o horário do passeio chegasse. A taxa anual de visitantes estava agora em 1,25 milhão, com a demanda, como sempre, excedendo a oferta. Em 1997, a revenda de ingressos era um problema persistente, com os cambistas ganhando de US$ 5 a US$ 50 por lance.
No início do governo George W. Bush, funcionários da Casa Branca reprimiram excursões comercializadas que tentavam entrar no prédio, bem como pessoas que chegavam atrasadas ao horário da excursão. Comparações foram feitas com as políticas mais brandas do governo Clinton.
Em 22 de julho de 2012, a principal instalação do Centro de Visitantes da Casa Branca fechou para um extenso processo de renovação com o objetivo de incluir novas galerias de exposição, exposições interativas e serviços aprimorados para visitantes. Em 28 de julho, um centro de visitantes temporário foi inaugurado perto do Pavilhão de Visitantes Ellipse no cruzamento da 15th com a E Street e permaneceu aberto até que o centro de visitantes principal reabriu em 13 de setembro de 2014.

## Na sequência do 11 de setembro

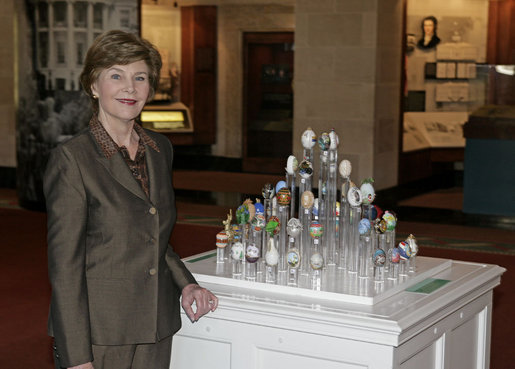
Interior do Centro de Visitantes da Casa Branca, abril de 2007. A primeira-dama dos Estados Unidos, Laura Bush, ao lado dos 51 Ovos de Estado decorados por artistas de cada estado e de D.C.

Os passeios foram suspensos após os ataques de 11 de setembro de 2001 devido a preocupações com terrorismo. Em setembro de 2003, eles foram retomados de forma limitada para grupos que fizeram arranjos prévios por meio de seus representantes no Congresso e se submeteram a verificação de antecedentes. Eles foram novamente suspensos em março de 2013 durante o governo Obama, devido aos efeitos do sequestro orçamental em andamento, mas foram retomados novamente em novembro de 2013.
Atualmente, um tour pela Casa Branca deve ser organizado por meio de um membro do Congresso. As reservas podem ser feitas com no máximo seis meses de antecedência, e a Casa Branca incentiva que os tours sejam enviados com o máximo de seis meses de antecedência possível, pois os tours são preenchidos por ordem de chegada. O sistema de aprovação e reserva foi modernizado sob a administração Obama.
Qualquer pessoa com 14 anos ou mais que receba uma oferta de passeio deve passar por uma verificação de antecedentes. Isso requer o fornecimento de informações pessoais, incluindo nome, data de nascimento, Número de Seguro Social e país de cidadania.
Os passeios estão disponíveis das 7h30 às 11h30 de terça a quinta, das 7h30 às 13h30 às sextas e sábados (exceto feriados federais ou a menos que indicado de outra forma). O horário do passeio será estendido quando possível com base na programação oficial da Casa Branca. Eles são autoguiados e gratuitos. Os passeios estão sujeitos a cancelamento de última hora.
O processo usado para selecionar potenciais visitantes para passeios tem sido criticado devido a preocupações com roubo de identidade que podem afetar potenciais visitantes. As preocupações incluem que aqueles que se candidatam a visitantes devem fornecer suas informações pessoais aos escritórios do Congresso, que solicitam essas informações por e-mail e, por sua vez, enviam as informações por e-mail para a Casa Branca. O formato de e-mail usado neste processo é suscetível à interceptação.